# Satoru Jamagiši
Satoru Jamagiši (* 3. května 1983) je japonský fotbalista.

## Reprezentační kariéra
Satoru Jamagiši odehrál 11 reprezentačních utkání. S japonskou reprezentací se zúčastnil Mistrovství Asie ve fotbale 2007.

## Statistiky
| Japonsko | Japonsko | Japonsko |
| Roky     | Záp.     | Góly     |
| -------- | -------- | -------- |
| 2006     | 3        | 0        |
| 2007     | 5        | 0        |
| 2008     | 3        | 0        |
| Celkem   | 11       | 0        |